# 23rd Street (Manhattan)

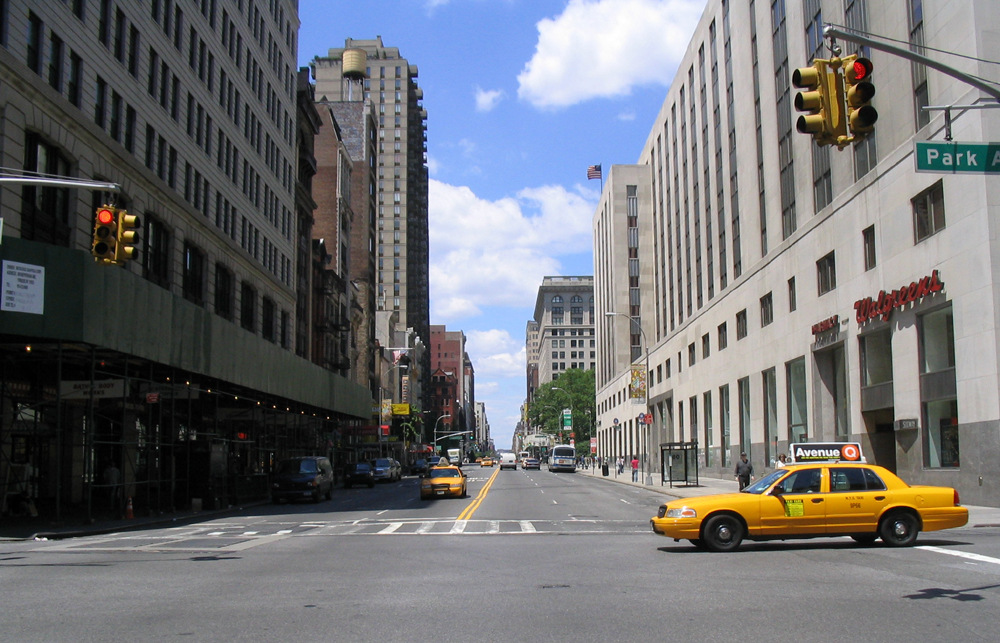
East 23rd Street von der Park Avenue aus gesehen (Blickrichtung West). Einige Bäume des Madison Square sind mit einem Block Entfernung auf der rechten Straßenseite erkennbar (Mai 2005).

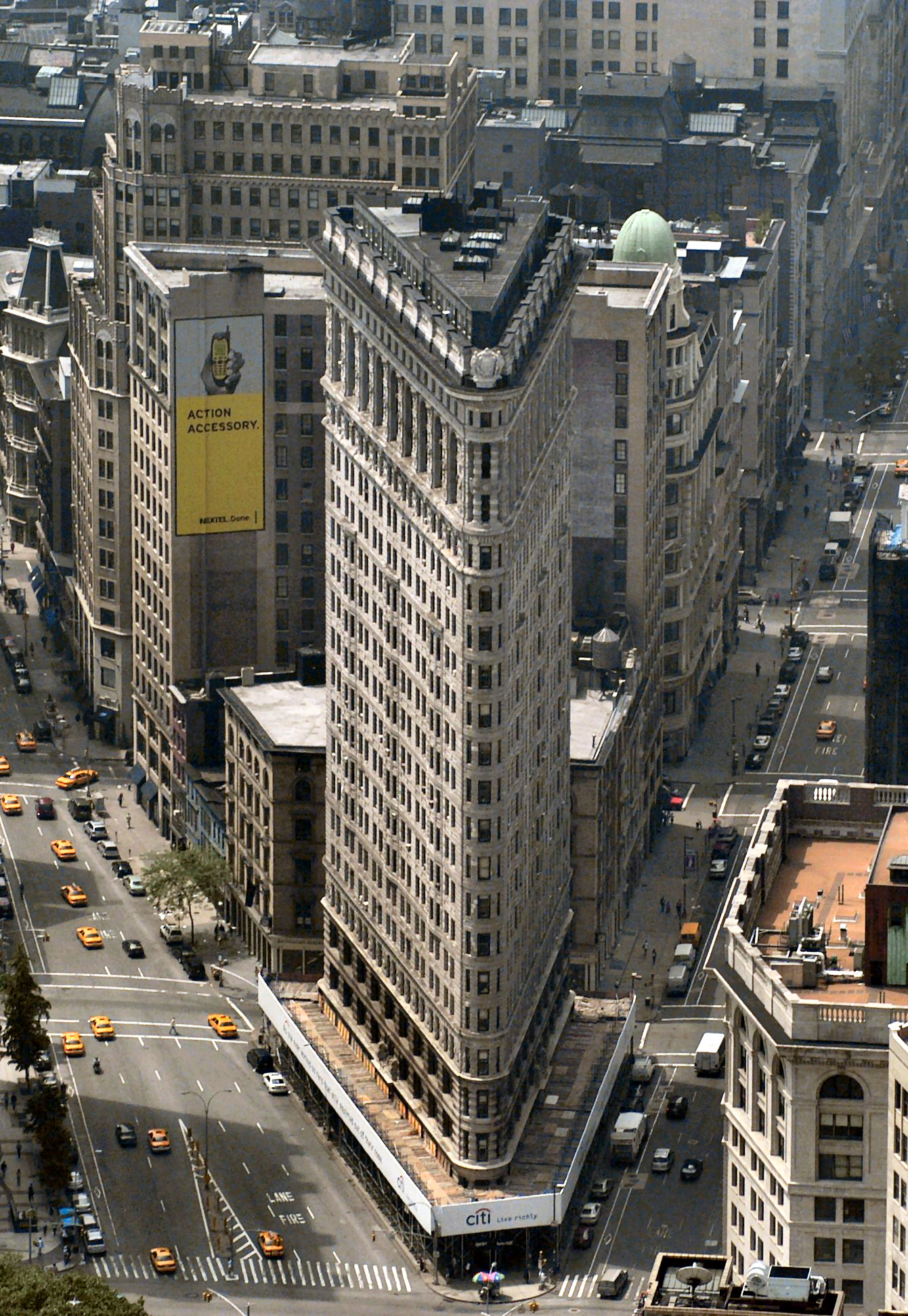
Das berühmte Flatiron Building befindet sich an der Kreuzung von 23rd Street (vorne), Broadway (links) und Fifth Avenue (rechts).

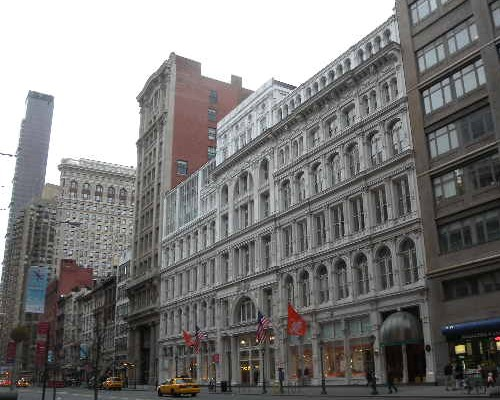
Das einstige Stern Brothers Kaufhaus

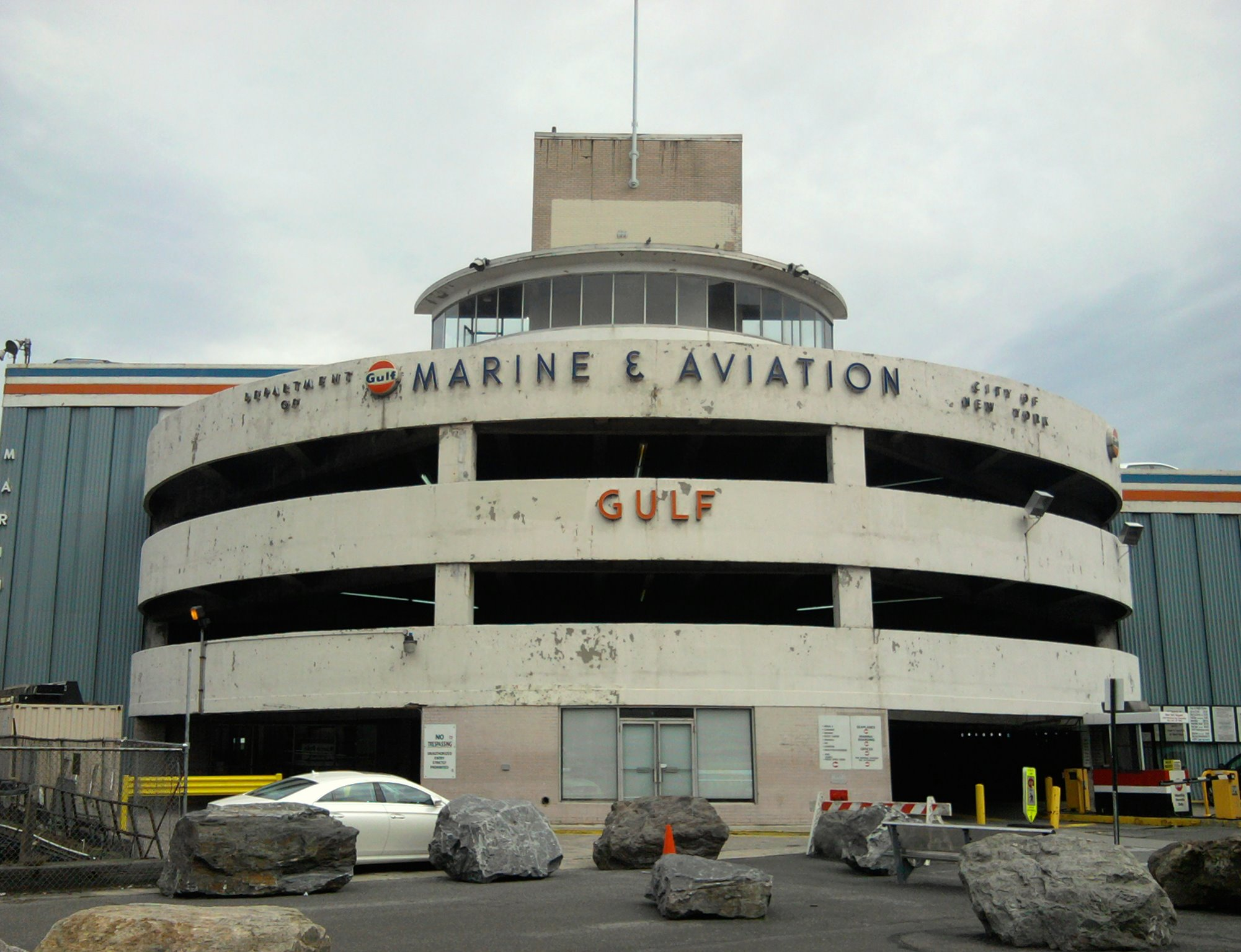
Das östliche Ende der 23rd Street.

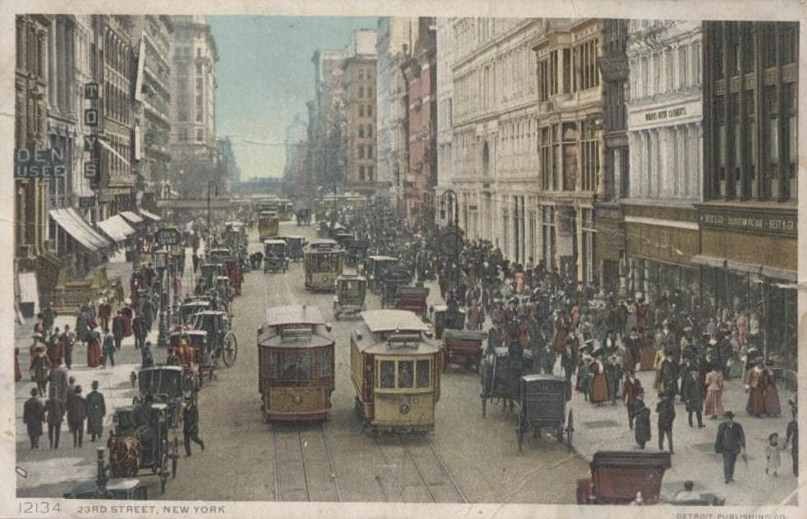
Die 23rd Street auf einer Postkarte – ca. 1907.

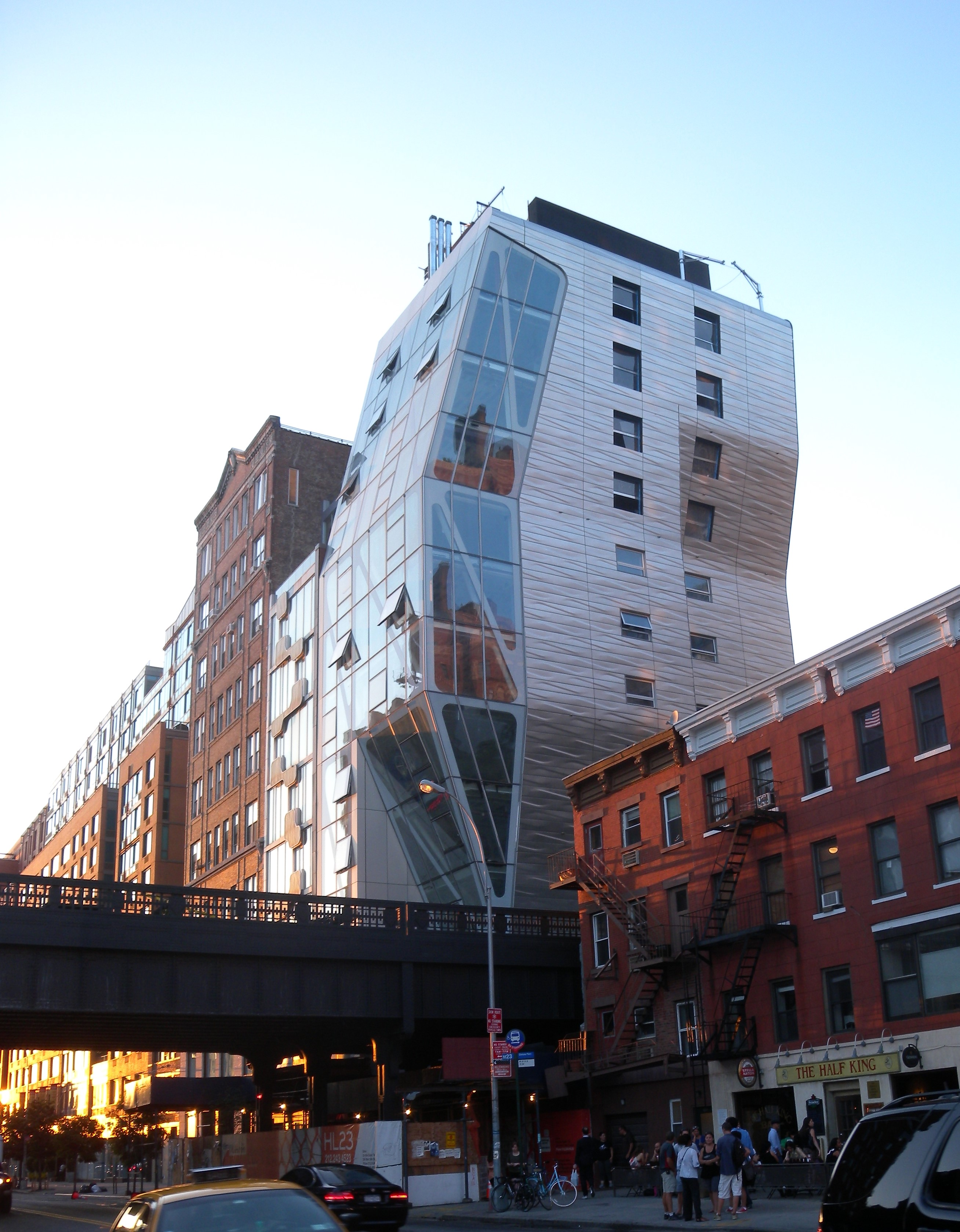
The High Line

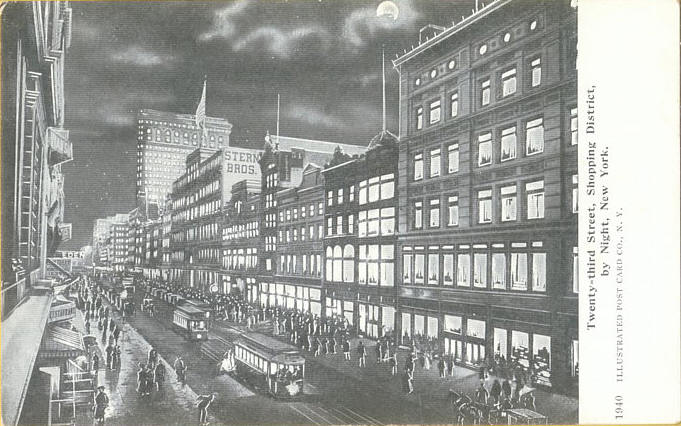
Die 23rd Street bei Nacht auf einer Postkarte – ca. 1910.

Die 23rd Street ist eine breite Durchgangsstraße, die New York Citys Stadtbezirk Manhattan quert.

## Lage und Verlauf
Die 23rd Street erstreckte sich einst vom East River im Osten bis zum Hudson River im Westen – endet heute jedoch im Westen an der 11th Avenue. Sie ist eine der wenigen Straßen Manhattans, die in beide Richtungen befahren werden. Wie die anderen Ost-West-Straßen Manhattans wird sie an der Fifth Avenue in einen Ost- und einen Westteil geteilt – in diesem Fall am Madison Square Park, wo sich auch auf der Südseite der Straße das Flatiron Building befindet. Seit 1999 wird das Viertel nördlich der 23rd Street um diesen Park NoMad genannt.

### West 23rd Street
Die West 23rd Street verläuft durch das Herz von Chelsea. Ende des 19. Jahrhunderts und im frühen 20. Jahrhundert war das westliche Ende der West 23rd Street die Anlegestelle der Pavonia Ferry am Pier 63 unmittelbar nördlich der Chelsea Piers am Hudson River. Etwas weiter östlich befindet sich die London Terrace.
Im späten 19. Jahrhundert war der Westteil der 23rd Street für das amerikanische Theater das, was heute der Broadway ist – mit dem Opera House Palace und Pike’s Opera House einen Block weit entfernt von Proctor’s Theater, das heute noch als Varieté betrieben wird und sich gegenüber dem Chelsea Hotel befindet. Die West 23rd Street blieb New Yorks Theater-Hauptstraße, bis The Empire auf dem Broadway etwa 20 Blocks nördlich eröffnete, was eine neue Theater-Epoche einleitete.
Das Chelsea Hotel an der 23rd Street war New York Citys erstes wohnungsbaugenossenschaftliches Gebäude. Es wurde 1883 errichtet und war bis 1902 das höchste Gebäude der Stadt. Sid Vicious und Nancy Spungen lebten im Chelsea Hotel, wo Nancy Spungen erstochen wurde.
Der östlichste Block der West 23rd Street ist Teil des denkmalgeschützten Ladies Mile Historic District.

### East 23rd Street
Die East 23rd Street erstreckt sich von der Fifth Avenue zum Franklin Delano Roosevelt Drive am East River und ist die Hauptstraße des Viertels Gramercy Park.
Die Metropolitan Life Insurance Company (MetLife), deren Hauptquartier sich gegenüber dem Madison Square Park an der Ecke Madison Avenue und East 23rd Street befand (Metropolitan Life Tower), spielte eine bedeutende Rolle in der Art und Weise, wie die Bauten entlang der East 23rd Street im frühen 20. Jahrhundert gestaltet wurden. So war der Metropolitan Life Tower bei seiner Fertigstellung im Jahre 1909 das höchste Gebäude der Welt und gehörte zu den ersten Hochhäusern Manhattans. MetLife baute auch noch einen zweiten Wolkenkratzer gegenüber dem Parks (11 Madison Avenue), der eigentlich viel größer werden sollte, aber der Ausbruch der Weltwirtschaftskrise zwang MetLife dazu, eine kleinere Version zu bauen. Dennoch gilt das heutige Gebäude als Meisterwerk des Art déco. Auch Peter Cooper Village wurde einst von MetLife initiiert, um Gebäude für Menschen mit mittlerem Einkommen zu bauen. Peter Cooper Village war ein Schwesterprojekt zur Stuyvesant Town von MetLife, das direkt gegenüber – südlich der 20th Street – gebaut wurde.
Am östlichen Ende der East 23rd Street ist der Stuyvesant Cove Park und das Asser Levy Public Baths sowie eine Parkgarage, die heute eine Tankstelle ist.

#### Brand in der 23rd Street
Am 17. Oktober 1966 wütete in dieser Straße ein Brand, der als „23rd Street Fire“ oder „Wonder Drug Store Fire“ in Erinnerung blieb. Er brach in einem Keller an der 7 East 22nd Street aus, der sich bis in den rückwärtigen Teil von 6 East 23rd Street erstreckte – ein fünfstöckiges Geschäftshaus mit einem Drogeriemarkt im Erdgeschoss. Es war nicht ohne Weiteres ersichtlich, dass die Kellerwand verschoben worden war. Der zusätzliche Kellerraum wurde von 7 East 22nd Street aus als Lager für Lacke und Lösungsmittel verwendet. Nach etwas über einer Stunde Einsatzdauer war die aus massiven Holzbalken bestehende Kellerkonstruktion so stark geschädigt, dass der aus Ortsterrazzo gegossene Fußboden im Drogeriemarkt ohne Vorwarnung einstürzte. Zwölf Feuerwehrleute ließen ihr Leben – zehn von ihnen stürzten in den brennenden Keller, während zwei weitere Feuerwehrleute der Feuersbrunst und Hitze im ersten Obergeschoss zum Opfer fielen. Dies war bis zum 11. September 2001 der schwerste Verlust von New Yorker Feuerwehrleuten bei einem Einsatz.

## Öffentlicher Nahverkehr
Jede Strecke der New Yorker U-Bahn, die die 23rd Street quert, hat dort auch eine Haltestelle: die BMT Broadway Line, IND Eighth Avenue Line, IND Sixth Avenue Line, IRT Broadway – Seventh Avenue Line und die IRT Lexington Avenue Line. Auch die Port Authority Trans-Hudson hat eine Haltestelle auf Höhe der 23rd Street.
Darüber hinaus verkehrt die Buslinie M23 der Metropolitan Transportation Authority auf der 23rd Street, wo einst Straßenbahnen verkehrten (Twenty-Third Street Railway).

## Kreuzungen (Ost nach West)
- Franklin D. Roosevelt East River Drive
- First Avenue
- Second Avenue
- Third Avenue
- Lexington Avenue
- Park Avenue
- Madison Avenue
- Fifth Avenue and Broadway – hier wird die East 23rd Street zur West 23rd Street
- Sixth Avenue
- Seventh Avenue
- Eighth Avenue
- Ninth Avenue
- Tenth Avenue
- High Line
- Eleventh Avenue
- West Side Highway – die 23rd Street ist westlich der Eleventh Avenue für Fahrzeuge gesperrt